# Lista över biskopar i Skálholt
Det här är en lista över biskopar i Skálholt under både romersk-katolsk och protestantisk tid. 1909 blev Skálholt säte för en suffraganbiskop under Islands lutherska biskop; sedan 1990 efter förändrad lagstiftning en biträdande biskop.

## Katolska biskopar
- 1056–1080 Isleifur Gissurarson
- 1082–1118 Gissur Isleifsson
- 1118–1133 Thorlakur Runolfsson
- 1134–1148 Magnus Einarsson
- 1152–1176 Klaengur Thorsteinsson
- 1178–1193 Thorlakur helgi Thorhallsson
- 1195–1211 Páll Jónsson
- 1216–1237 Magnus Gissurarson
- 1238–1268 Sigvard Thettmarsson (norsk)
- 1269–1298 Arni Thorlaksson
- 1304–1320 Arni Helgason
- 1321–1321 Grimur Skutuson (norsk)
- 1322–1339 Jon Halldorsson (norsk)
- 1339–1341 Jon Indridason (norsk)
- 1343–1348 Jon Sigurdsson
- 1350–1360 Gyrdir Ivarsson (norsk)
- 1362–1364 Thorarinn Sigurdsson (norsk)
- 1365–1381 Oddgeir Thorsteinsson (norsk)
- 1382–1391 Mikael (dansk)
- 1391–1405 Vilchin Hinriksson (dansk)
- 1406–1413 Jón (norsk)
- 1413–1426 Arni Olafsson
- 1426–1433 Jón Gerreksson (dansk)
- 1435–1437 Jón Vilhjálmsson Craxton (engelsk)
- 1437–1447 Gozewijn Comhaer (holländsk)
- 1448–1462 Marcellus (tysk)
- 1462–1465 Jon Stefansson Krabbe (dansk)
- 1466–1475 Sveinn spaki Petursson
- 1477–1490 Magnus Eyjólfsson
- 1491–1518 Stefán Jónsson
- 1521–1541 Ögmundur Pálsson

## Lutherska biskopar
- 1540–1548 Gissur Einarsson
- 1549–1557 Marteinn Einarsson
- 1558–1587 Gísli Jónsson
- 1589–1630 Oddur Einarsson
- 1632–1638 Gísli Oddsson
- 1639–1674 Brynjólfur Sveinsson
- 1674–1697 Þórður Þorláksson
- 1698–1720 Jón Vídalín
- 1722–1743 Jón Árnason
- 1744–1745 Ludvig Harboe (dansk)
- 1747–1753 Ólafur Gíslason
- 1754–1785 Finnur Jónsson
- 1785–1796 Hannes Finnsson